# Davor Brajković
Davor Brajković (* 27. März 1995 in Čapljina) ist ein bosnisch-kroatischer Fußballspieler.

## Karriere
Brajković begann seine Karriere beim HŠK Zrinjski Mostar. Zur Saison 2014/15 wechselte er zum Zweitligisten HNK Čapljina, für den er zu elf Einsätzen in der Prva Liga kam. Im Februar 2015 wechselte er nach Deutschland zum unterklassigen SV Drensteinfurt. Zur Saison 2016/17 schloss er sich der SpVg Emsdetten 05 an. Zur Saison 2017/18 kehrte er nach Bosnien zurück und wechselte zum Erstligisten NK GOŠK Gabela. Sein Debüt in der Premijer Liga gab er im November 2017, als er am 14. Spieltag jener Saison gegen den FK Sarajevo in der 58. Minute für Stjepan Vego eingewechselt wurde. Bis Saisonende kam er zu zwei Einsätzen in der höchsten bosnischen Spielklasse. Nach der Saison 2017/18 verließ er Gabela wieder.
Nach mehreren Monaten ohne Verein wechselte Brajković im Februar 2019 nach Österreich zum viertklassigen SC Liezen. Für Liezen absolvierte er 14 Spiele in der Landesliga. Zur Saison 2019/20 schloss er sich dem Ligakonkurrenten SV Rottenmann an. Für Rottenmann kam er zu elf Landesligaeinsätzen. In der Winterpause wechselte er zum Regionalligisten ATSV Stadl-Paura. Für Stadl-Paura kam er zu sechs Einsätzen in der Regionalliga.
Zur Saison 2021/22 schloss er sich dem fünftklassigen SC Marchtrenk an.